# QV24
QV 24 est un des tombeaux situé dans la vallée des Reines, dans la nécropole thébaine, sur la rive ouest du Nil face à Louxor en Égypte.

## Description
QV 24 est une tombe anonyme datant de la XXe dynastie.